# コンパルホール
コンパルホールは、大分県大分市府内町にある大分市の複合施設である。大分市民図書館コンパルホール分館、大分中央公民館、文化ホールなどからなる。
北九州市の百貨店である井筒屋が「大分店」の出店を計画していた敷地を大分市が取得、総合コミュニティセンターを建設し、1986年（昭和61年）6月7日に開館した。コンパルホールという名称は、市民より募集した中から選ばれたもので、「仲間が集い憩うところ」という意味である。

## 主要施設
7F
- 天体観測ドーム

6F
- 会議室・ランニングコース

5F
- 体育室
体育室では、bjリーグの大分ヒートデビルズ（現・愛媛オレンジバイキングス）が2013-14年シーズンから2015-16年シーズンにかけて主催試合を開催した[4]。
- 柔剣道室・卓球室・トレーニングルーム・ロッカー・シャワールーム

4F
- 大分中央公民館
- 老人憩い室・子どもギャラリー・視聴覚室・調理実習室・美術工芸室・集会室・会議室・和室

3F
- 多目的ホール
- マルチスポット・会議室

2F
- 大分市男女共同参画センター
- 市民ギャラリー
- 勤労青少年ホーム・女性活動室・茶室・会議室・喫茶ネバーランド

1F
- 文化ホール
- 大分市民図書館コンパルホール分館
かつては大分市民図書館の本館であったが、2013年7月20日に本館がホルトホール大分内へ移転したことに伴い、規模を縮小して「コンパルホール分館」となった[5]。
- ホワイエ・受付窓口

地下1F
- 音楽練習室・リハーサル室・団体活動室・駐車場[6]

## 交通
- JR大分駅下車徒歩約5分[7]